# El Olvido, Coscomatepec
El Olvido är en ort i Mexiko.   Den ligger i kommunen Coscomatepec och delstaten Veracruz, i den sydöstra delen av landet, 220 km öster om huvudstaden Mexico City. El Olvido ligger 2 135 meter över havet och antalet invånare är 596.
Terrängen runt El Olvido är huvudsakligen kuperad, men västerut är den bergig. Runt El Olvido är det ganska tätbefolkat, med 155 invånare per kvadratkilometer. Närmaste större samhälle är Orizaba, 19,7 km söder om El Olvido. I omgivningarna runt El Olvido växer huvudsakligen savannskog.